# Cruz de Jorge
La Cruz de Jorge (en inglés: George Cross, GC) es la más alta condecoración otorgada por el gobierno británico por valentía no operacional o valentía ante la no presencia de un enemigo. En el sistema de reconocimientos y honores británico, la Cruz de Jorge, desde su introducción en 1940 durante el reinado de Jorge VI del Reino Unido, ha tenido la misma importancia que la Cruz Victoria, la más alta condecoración militar por valor.
Se otorga "por actos del mayor heroísmo o por el coraje más conspicuo en circunstancias de peligro extremo", no en presencia del enemigo, a miembros de las fuerzas armadas británicas y a civiles británicos. Se han permitido condecoraciones póstumas desde que se instituyó. Anteriormente se otorgaba a residentes de países de la Commonwealth (y en un caso a Malta, (territorio británico de ultramar que posteriormente se convirtió en un país de la Commonwealth), la mayoría de los cuales han establecido desde entonces sus propios sistemas de honores y ya no siguen con el ritual británico. 
Puede otorgarse a una persona de cualquier rango militar en cualquier servicio y a civiles, incluidos policía, servicios de emergencia y marineros mercantes. Muchas de las concesiones han sido entregados personalmente por el monarca británico a los destinatarios o, en el caso de premios póstumos, a sus familiares más cercanos. Las investiduras suelen celebrarse en el Palacio de Buckingham.